# آدام آیدا
آدام آیدا (زادهٔ ۱۱ فوریهٔ ۲۰۰۱) بازیکن فوتبال اهل ایرلند است که به‌عنوان مهاجم برای تیم سلتیک در پرمیرشیپ اسکاتلند و تیم ملی فوتبال جمهوری ایرلند بازی می‌کند.

## در آغاز کار
آیدا در کورک به دنیا آمد و در شهر بزرگ شد و در مدرسهٔ جامعه داگلاس تحصیل کرد. او فوتبال را در سال ۲۰۰۷ در سن ۶ سالگی آغاز کرد. او به مدت ۱۰ سال در کورینتیانس ماند و در سطوح جوانان پیشرفت کرد تا اینکه در سال ۲۰۰۷ به عنوان بازیکن آکادمی به نوریچ سیتی پیوست. در اولین فصل حضورش در نورویچ، آیدا در لیگ توسعه حرفه‌ای در تیم زیر ۱۸ سال لیگ برتر بازی کرد و در ۱۵ بازی ۹ گل به ثمر رساند. او یک هت‌تریک ۱۰ دقیقه‌ای مقابل بارنزلی در جام حذفی جوانان انجام داد و سپس یک هت‌تریک دیگر مقابل تاتنهام هاتسپر در لیگ زیر ۱۸ سال به ثمر رساند. در پایان فصل آیدا هم جایزهٔ بهترین بازیکن زیر ۱۸ سال فصل نورویچ و هم جایزهٔ بهترین بازیکن آکادمی سال را به دست آورد.
آیدا در دومین فصل حضورش در نورویچ در تیم جوانان مثمر ثمر بود. او در تیم زیر ۲۳ سال باشگاه در لیگ برتر ۲ بازی کرد و در ۱۹ بازی ۱۲ گل به ثمر رساند. در پایان فصل، آیدا یکی از ۸ نامزد بهترین بازیکن فصل لیگ برتر ۲ بود. در ۴ ژؤیه ۲۰۱۹، او اولین قرارداد حرفه‌ای خود را با باشگاه امضا کرد؛ قراردادی که تا سال ۲۰۲۳ اعتبار داشت. در پیش فصل سال ۲۰۱۹، آیدا با تیم اول تمرین کرد، و به عنوان بخشی از ترکیب نورویچ در تور پیش فصل آلمان انتخاب شده بود. در اولین بازی تور، او در تساوی ۲-۲ با آرمینیا بیله‌فلد، به عنوان یار تعویضی به میدان آمد؛ اولین بازی بزرگسالان خود را سه روز بعد در بازی دوستانه مقابل تیم فوتبال بونر آغاز کرد و دو گل به ثمر رساند. آیدا دوباره در آخرین بازی تور نورویچ ظاهر شد و به عنوان یار تعویضی مقابل شالکه ۰۴ وارد زمین شد.

## دورهٔ بزرگسالی
آیدا اولین حضور خود در بزرگسالان را در ۲۷ اوت ۲۰۱۹ انجام داد و ۹۰ دقیقه کامل بازی کرد در حالی که نورویچ ۱–۰ به کراولی تاون در جام حذفی انگلیس باخت. او اولین بازی خود در لیگ جزیره را به عنوان یار تعویضی مقابل کریستال پالاس در ۱ ژانویهٔ ۲۰۲۰ قبل از شروع بازی دور سوم جام حذفی ۲۰–۲۰۱۹ انجام داد. آیدا مقابل پرستون نورث اند در ۴ ژانویه، اولین بازی خود در جام حذفی را انجام داد. او اولین هت‌تریک حرفه‌ای خود را در این مسابقه که سومین بازی بزرگسالان وی برای نورویچ بود به ثمر رساند. در ۱۵ ژانویهٔ ۲۰۲۲، آیدا اولین گل خود را در لیگ جزیره برای نورویچ سیتی در پیروزی ۱–۲ مقابل اورتون به ثمر رساند. این اولین شروع او برای نورویچ سیتی در پریمیرلیگ و اولین شروع او برای قناری ها در کارو رود بود.

## حضور در تیم ملی
آیدا از پدری نیجریه ای و مادری ایرلندی در کورک به دنیا آمد. او بازیکن بین‌المللی جوانان برای ایرلند بوده است. پس از هت‌تریک آیدا برای نورویچ سیتی مقابل پرستون نورث اند در ۴ ژانویهٔ ۲۰۲۰ میک مک‌کارتی، سرمربی جمهوری ایرلند، اشاره کرد که آیدا ممکن است به زودی یک بازی کامل کسب کند. در ۲۴ اوت ۲۰۲۰، آیدا برای اولین بار برای بازی‌های لیگ ملت های اروپا مقابل بلغارستان و فنلاند در ترکیب بزرگسالان جمهوری ایرلند قرار گرفت.
در ۳ سپتامبر ۲۰۲۰، در اولین فراخوانش برای تیم بزرگسالان، اولین بازی خود را در تساوی ۱–۱ خارج از خانه مقابل بلغارستان در لیگ ملت‌های اروپا ۲۱–۲۰۲۰ انجام داد.

## آمار بازی‌ها

### باشگاهی
تا تاریخ اوت ۲۰۲۲
| تیم         | فصل        | لیگ        | لیگ  | لیگ | جام حذفی | جام حذفی | جام اتحادیه | جام اتحادیه | دیگر | دیگر | جمع  | جمع |
| تیم         | فصل        | سطح        | بازی | گل  | بازی     | گل       | بازی        | گل          | بازی | گل   | بازی | گل  |
| ----------- | ---------- | ---------- | ---- | --- | -------- | -------- | ----------- | ----------- | ---- | ---- | ---- | --- |
| نورویچ سیتی | ۲۰–۲۰۱۹    | لیگ جزیره  | ۱۲   | ۰   | ۳        | ۳        | ۱           | ۰           | –    | –    | ۱۶   | 3   |
| نورویچ سیتی | ۲۱–۲۰۲۰    | چمپیونشیپ  | ۱۷   | ۳   | ۰        | ۰        | ۰           | ۰           | –    | –    | ۱۷   | 3   |
| نورویچ سیتی | ۲۲–۲۰۲۱    | لیگ جزیره  | ۱۷   | ۱   | ۲        | ۰        | ۲           | ۰           | –    | –    | ۲۱   | 1   |
| نورویچ سیتی | ۲۳–۲۰۲۲    | چمپیونشیپ  | ۱    | ۰   | ۰        | ۰        | ۱           | ۱           | –    | –    | ۲    | 1   |
| مجموع آمار  | مجموع آمار | مجموع آمار | ۴۷   | ۴   | ۵        | ۳        | ۴           | ۱           | –    | –    | ۵۶   | ۸   |

### ملی
تا تاریخ نوامبر ۲۰۲۱
| تیم ملی       | سال  | بازی | گل |
| ------------- | ---- | ---- | -- |
| جمهوری ایرلند | ۲۰۲۰ | ۵    | ۰  |
| جمهوری ایرلند | ۲۰۲۱ | ۸    | ۰  |
| جمع           | جمع  | ۱۳   | ۰  |

## افتخارات

#### نورویچ سیتی
- چمپیونشیپ: ۲۱–۲۰۲۰